# Сарыл
Сарыл (азерб. Sarıl) — село в административно-территориальном округе Алыбейли Зангеланском районе Азербайджана.

## История
В 1993 году в ходе Карабахской войны село перешло под контроль непризнанной НКР. Согласно резолюции СБ ООН считалось оккупированным армянскими силами.
21 октября 2020 года президент Азербайджана Ильхам Алиев объявил, что «азербайджанская армия освободила от оккупации» село Сарыл.